# Ampeli
Ampeli (en llatí Ampelius) va ser un magistrat romà que va viure al segle iii o al segle iv.
És possiblement l'autor d'un llibre titulat Lucii Ampelii Liber Memorialis que va ser compost segons els erudits abans del 305. Aquesta obra, dedicada a un tal Macrinus o Marinus, igualment desconegut, recull, d'una manera resumida i poc detallada, tota una sèrie de coses sorprenents que procedeixen de diverses fonts, fenòmens i fets notables de la història del món. El llibre es divideix en cinquanta capítols i no té gaire valor. Gairebé tots els fets narrats es poden trobar en altres autors d'una forma més detallada, i barreja fets certs amb falsedats, per tant no és molt fiable com a font. L'estil és senzill, però l'ús de paraules concretes i la construcció de les frases denota un llatí ja bastant corrupte.
Himeri de Prusa Ammià Marcel·lí i Simmac mencionen amb freqüència un Ampeli que va exercir com a magister officiorum, procònsol i praefectus urbi sota Valentinià I i els seus immediats successors, i que va intervenir en la redacció de 13 lleis del Codi Teodosià.